# Albert Taljański
Albert Taljański, né le 29 octobre 1854 à Varsovie  et mort le 18 décembre 1946 à Gąbin, est un peintre polonais.

## Biographie
Albert Lévy Taljański étudie à l'Académie des Beaux-Arts de Munich. À Paris, il est élève de William Bouguereau, Tony Robert-Fleury, Benjamin-Constant, Henri-Lucien Doucet et Émile Duray. Il expose au Salon à partir de 1893.
Son domicile se trouve au no 18 de la rue de Chabrol, durant plus de 10 ans. En 1907, il vit au no 6 de la rue nouvelle.
En 1908, il épouse Zofia Załuska à Varsovie. Il s'installe à Bydgoszcz où il enseigne le dessin ainsi que le français. Il meurt à l'âge de 92 ans à Gąbin, où il est inhumé.

## Œuvres exposées aux Salons parisiens
- Dans une chaumière bretonne, au Salon de 1893
- Et voilà ma récompense, au Salon de 1896
- Les contes de grand'maman, au Salon de 1896
- Les deux rivaux ; dans un cabaret en Pologne, au Salon de 1899
- Une bonne prise, au Salon de 1899
- L'humble offrande, au Salon de 1901
- Mont Saint-Michel, au Salon de 1903
- Église de Pont-l'Abbé, au Salon de 1904
- Les cachots et salles basses de l'abbaye du Mont-Saint-Michel, au Salon de 1907, aquarelle
- Vieilles maisons de Dinan, au Salon de 1907, aquarelle